# Nestorijanstvo
Nestorijánstvo (tudi nestorijanízem ali nestorianizem) je teološki nauk, da ima Jezus dve osebnosti: Jezus-človek in Jezus-Božji sin in utelešenje Božje besede. Nauk se imenuje po carigrajskem patriarhu Nestoriju. Na Efeškem koncilu leta 431 so nestorijanstvo razglasili za herezijo. Nestorijev nauk se je po tem obdržal samo v Asirski cerkvi, pa še tam je doživel poznejše popravke.

## Zgodovina nestorijanstva
Ko je bil Nestorij carigrajski patriarh, je nasprotoval uporabi naziva Marija Božja mati (grško starogrško Θεοτόκος [Teotokos] = Božja porodnica), in je namesto tega uporabljal izraz Odrešenikova mati (grško starogrško Χριστοτόκος [Hristotokos]). Zdelo se mu je namreč, da je bistvo Božje eksistence, da je večna - Bog ni nekoč nastal oziroma se rodil. Po njegovem prepričanju je Marija rodila samo Jezusa-človeka, ne pa Jezusa-Boga. Prav tako je učil tudi, da je na križu umrl samo Jezus-človek, ne pa Jezus-Bog.
Efeški koncil je zavrnil Nestorijeve poglede, vendar pa ni dal dokončnega odgovora na vprašanje, kako je z Jezusovo dvojno osebnostjo. Zato je kmalu sledil Kalcedonski koncil, ki je dokončno razrešil problem Jezusa kot človeka in Boga hkrati s formulacijo, da ima Jezus eno osebnost in dve naravi - Božjo in človeško.
Kmalu po Efeškem koncilu se je začelo preganjanje nestorijanstva po vsem krščanskem svetu, razen v Asirski cerkvi, ki je sprejela Nestorijev nauk in tudi nudila zatočišče Nestorjevim privržencem. Zato se je Asirske cerkve oprijel vzdevek Nestorijanska cerkev. Ta vzdevek ponekod uporabljajo še v današnjem času, čeprav se je uradni nauk te cerkve že precej oddaljil od prvotnih Nestorijevih pojmovanj.